# Johann Michael Achatz
Johann Michael Achatz (laut Taufbuch Blasius Michael) (* 20. November 1778 in St. Michael am Zollfeld; † 9. August 1867 in Klagenfurt) war Domdechant von Gurk und Politiker.

## Leben
Achatz war der Sohn von Blasius Achatz und dessen Ehefrau Gertrude geborene Rabitsch. Er war römisch-katholisch und blieb ledig. Er machte eine theologische Ausbildung in Graz und Klagenfurt und empfing die Priesterweihe am 19. April 1802 in Klagenfurt.
Im Jahr 1802 wurde er Seelsorger in Althofen, 1803 in Maria Waitschach und 1804 in Leoben. 1806 erhielt er die Stelle eines Pfarrers in Afritz, 1810 in Heiligenblut und  1815 in Malta. Ab dem 1. November 1815 war er Konsistorial-Sekretär in Klagenfurt, ab 1816 Konsistorialrat und ab dem 1. November 1817 Konsistorial-Kanzler und Kanonikus in Straßburg. Dort war er ab dem 1. November 1819 Konsistorial-Kanzlei-Direktor.
Ab dem Juli 1820 wirkte er als Dechant und Pfarrer in Obervellach und erhielt im Jahr 1825 kaiserliche Ernennung zum Mitglied des Gurker Domkapitels und war Dompfarrer in Klagenfurt. Von 1837 bis 1859 war er Domdechant und 1840 und 1842 Kapitelvikar der Diözese Gurk. Im Jahr 1846 wurde er Propst von Vigilienberg in Friesach und 1849 Propst von Straßburg im Gurktal. 1859 erfolgte die päpstliche Verleihung der Dignität des Dompropstes.
Er gehörte bis 1848 dem Kärntner Landstände an. Vom 17. Juli 1848 bis zum 4. März 1849 gehörte er als Stellvertreter von Domprobst Anton Stelzich (der an keiner Sitzung des Landtags teilnahm) dem Provisorischen Kärntner Landtag an.